# Étaples
Étaples je francouzská obec v departementu Pas-de-Calais v regionu Hauts-de-France. V roce 2011 zde žilo 11 113 obyvatel. Je centrem kantonu Étaples.

## Historie
- 3. listopadu 1492  zde podepsal anglický král Jindřich VII. a francouzský král Karel VIII. mírovou smlouvu mezi Anglií a Francií

## Vývoj počtu obyvatel
Počet obyvatel 